# Guioa acuminata
Guioa acuminata är en kinesträdsväxtart som beskrevs av Ludwig Radlkofer. Guioa acuminata ingår i släktet Guioa och familjen kinesträdsväxter. Inga underarter finns listade i Catalogue of Life.